# Jeannot Painchaud
Jeannot Painchaud est le président et chef de la création du Cirque Éloize.

## Biographie
Jeannot Painchaud est né à Montréal, au Québec, le 11 décembre 1965.
Il grandit aux Îles de la Madeleine où il débute l’improvisation théâtrale.
En juin 1984, Jeannot Painchaud se rend dans la baie de Gaspé à l’occasion du 450e anniversaire de l’arrivée de Jacques Cartier au Canada où trente-six grands voiliers avaient jeté l’ancre avant de gagner Québec. Il assiste par hasard au premier spectacle sous chapiteau du Cirque du Soleil. Un moment qui change pour toujours le cours de sa vie. Cet événement l’amène à visiter l’École nationale de cirque de Montréal où il entreprendra par la suite une formation professionnelle en cirque contemporain avec spécialisation en bicyclette artistique.
C’est à l’École nationale de cirque de Montréal qu’il rencontre Daniel Cyr et cinq autres madelinots (Jano Chiasson, Robert Bourgeois, Damien, Alain et Sylvette Boudreau) qui deviendront, avec lui, les protagonistes du premier spectacle éponyme du Cirque Éloize.
En tant qu’artiste de cirque, il performe en tournée dans les spectacles Fascination du Cirque du Soleil, Cirque Éloize et Excentricus. Il donne en parallèle des performances en tant qu’amuseur public.
Le 22 novembre 1993, il fonde le Cirque Éloize avec Daniel Cyr et Claudette Morin. Il en devient le président et directeur artistique. Depuis septembre 2016, il est président et chef de la création. Il est aussi directeur artistique de nombreux spectacles du Cirque Éloize.
En 2003, il fonde le premier festival de cirque en Amérique du Nord : La Semaine des Arts du Cirque aux Îles-de-la-Madeleine.
En 2006, il est responsable des numéros acrobatiques de la cérémonie de clôture des Jeux olympiques d'hiver de Turin en Italie.
De 2009 à 2013, il préside le conseil d’administration d’En Piste, le regroupement national canadien des arts du cirque.
À l’invitation de la directrice et conservatrice en chef, Nathalie Bondil, il est l’un des vingt artistes participant à l’exposition Big Bang : carte blanche à la créativité présentée au Musée des Beaux-arts de Montréal du 6 novembre 2011 au 22 janvier 2012.
Il assure la direction artistique de l’exposition Paris en Scène 1889-1914 présentée de juin 2013 à février 2014 au Musée de la civilisation de Québec. L’exposition mérite le « Prix Excellence – Groupe institutionnel » attribué par la Société des musées québécois.

## Prix et distinctions
En 1992, il remporte la médaille de bronze au Festival du Cirque de demain de Paris pour son numéro de bicyclette artistique.
En octobre 2011, il devient le quatorzième Québécois à recevoir le prestigieux prix Samuel-de-Champlain,.    
En 2012, il reçoit le UCDA Krider Prize for Creativity à Montréal.
Le 22 juin 2017, Jeannot Painchaud est nommé chevalier de l’Ordre national du Québec,.   
Le 28 mai 2018, il est fait membre de l’Ordre des arts et des lettres du Québec.   